# Andrena anthrisci
Andrena anthrisci ist eine Sandbiene aus der Familie Andrenidae. Sie ist eine solitäre, nestbauende Biene, die jährlich eine Generation hat und in Deutschland von Mitte Mai bis Ende Juni fliegt. Auf Deutsch wird sie zuweilen „Kerbel-Zwergsandbiene“ genannt.

## Merkmale
Diese Sandbiene ist klein, schwarz und nur schütter hell behaart. Die Männchen sind 5 bis 6 mm, die Weibchen 5 bis 7 mm groß.
Andrena anthrisci ist sehr ähnlich wie Andrena minutula. Für eine genaue Bestimmung ist Vergleichsmaterial, eine Lupe und Spezialliteratur nötig. Um die Männchen zu bestimmen, muss man außerdem die Genitalien herauspräparieren.

## Verbreitung
Wegen der schwierigen Artabgrenzung (siehe unten) ist die Verbreitung von A. anthrisci nicht genau bekannt, aber die Art scheint in Europa weit verbreitet zu sein, von Spanien über Mitteleuropa bis in die Slowakei und Ungarn. Nordwärts ist die Art bis in die Niederlande nachgewiesen. In Deutschland wurde sie (noch) nicht in den nördlichsten Bundesländern nachgewiesen, ist aber auch dort zu vermuten. In Österreich wurde sie bisher nur aus Ober- und Niederösterreich nachgewiesen, in der Schweiz ist sie aus Graubünden bekannt. Es ist davon auszugehen, dass sie noch viel weiter verbreitet ist als bisher bekannt.

## Lebensweise
A. anthrisci nistet im Boden, indem sie selbst ein Nest gräbt und die Larven mit Pollen versorgt. Sie kommt in nur einer Generation im Jahr vor. Vermutlich ist die Art polylektisch, sammelt also an Pflanzen verschiedener Familien. Allerdings sind bisher nur Wiesen-Kerbel und Gamander-Ehrenpreis sicher nachgewiesen. Vermutlich bevorzugt die Art schütter bewachsene, vertikal geneigte Stellen zur Nestanlage. Man findet sie bei Wiesen, Hecken und an Waldsäumen.

## Systematik
A. anthrisci wurde verschiedentlich als Form von Andrena minutuloides betrachtet, aber inzwischen wird sie als eigenständige Art anerkannt. Sie gehört in die Untergattung Micrandrena, zu der in Europa ca. 40 Arten gehören, die alle klein und dunkel sind. Besonders nahe verwandt und ähnlich sind A. minutuloides und A. semilaevis, die beide auch in Mitteleuropa verbreitet sind.